# 小倉南インターチェンジ
小倉南インターチェンジ（こくらみなみインターチェンジ）は、福岡県北九州市小倉南区にある九州自動車道のインターチェンジである。

## 道路
- E3 九州自動車道（3番）

## 接続する道路
- 国道322号

## 歴史
- 1988年3月31日 : 開通

## 料金所

### 入口
- レーン数：2
  - ETC専用：1
  - 一般・ETC：1

### 出口
- レーン数：4
  - ETC専用：1
  - 一般：3

## 周辺
- JRA小倉競馬場
- 北九州市立大学
- 北九州工業高等専門学校
- 平尾台
- 西鉄バス北九州中谷自動車営業所
- ヤマト運輸小倉南営業所[1]
- 福岡県道61号小倉中間線
- 福岡県道258号呼野道原徳吉線

## 小倉南バスストップ
料金所そばに高速バス専用のバス停留所である小倉南バスストップ（こくらみなみバスストップ）が設けられている。料金所手前からバス停専用のランプが分岐して一般車両用ランプをくぐる構造となっており、バス・利用者とも料金所を通過することなく乗降できる構造となっている。ただし、バス停の構造上、九州道本線を通過するバスのみが利用できる構造になっており、小倉南ICで出入りするバスはここに停車できない。
バス事業者は小倉南インターという呼称を使用している。

### 停車する路線
| 路線愛称     | 運行会社                       | 方面                                                                   |
| ------------ | ------------------------------ | ---------------------------------------------------------------------- |
| 広福ライナー | 中国JRバス JR九州バス 広交観光 | 広島（広域公園前・大塚駅・広島BC・広島駅新幹線口） ※福岡行きは降車のみ |

過去に停車していた路線
- 北九州空港エアポートバス（折尾・黒崎発着、北九州市交通局）※中谷経由便の増発を受け、2010年3月31日乗降取扱中止
- 福岡・防府・周南ライナー（防長交通・JR九州バス）※2014年3月31日乗降取扱中止
- 広島ドリーム博多号 ※2023年7月1日より非経由（小倉駅前経由に変更）
- おとずれ号（西日本鉄道） ※2025年7月1日乗降取扱中止

### 乗り換え
- 西鉄バス北九州　中谷バス停（小倉・門司方面）
  - 小倉南ICランプ入口そばに設置。小倉南ICで出入りする福岡行き高速バス「なかたに号」（西日本鉄道）や、北九州空港エアポートバス（西鉄バス北九州）もこちらに停車する。

## 隣
E3 九州自動車道
葛原BS（休止中） - (2)小倉東IC - (2-1)北九州JCT - (3)小倉南IC/BS - (4)八幡IC/BS